# Next Girl
Next Girl è un singolo della cantante statunitense Carly Pearce, pubblicato il 4 settembre 2020 come primo estratto dal primo EP 29 e dal terzo album in studio 29: Written in Stone.

## Descrizione
Il brano è stato scritto dalla stessa interprete con Shane McAnally e Josh Osborne e prodotto da questi ultimi. È composto in chiave di Si maggiore ed ha un tempo di 160 battiti per minuto.

## Video musicale
Il video musicale del brano, diretto da Seth Kupersmith, è stato reso disponibile il 25 ottobre 2020.

## Tracce
Download digitale
1. Next Girl – 2:44

## Classifiche
| Classifica (2021) | Posizione massima |
| ----------------- | ----------------- |
| Canada            | 55                |
| Stati Uniti       | 86                |